# Jettenbach (Bajorország)
Jettenbach település Németországban, azon belül Bajorországban. Lakosainak száma 720 fő (2023. december 31.).

## Népesség
A település népessége az elmúlt években az alábbi módon változott:
| Lakosok száma | 355  | 841  | 665  | 722  | 701  | 744  | 733  | 724  | 722  | 720  |
|               | 1875 | 1950 | 1975 | 1987 | 2012 | 2014 | 2016 | 2017 | 2021 | 2023 |